# Hydraecia cypriaca
Hydraecia cypriaca là một loài bướm đêm trong họ Noctuidae.